# Episodi di Beavis and Butt-head (prima stagione)
La prima stagione della serie televisiva Beavis and Butt-head, composta da 5 episodi, è stata trasmessa negli Stati Uniti, da MTV, dall'8 marzo 1993 al 25 marzo 1993. Gli episodi pilota "Frog Baseball" e "Peace, Love and Understanding" in precedenza trasmessi nel contenitore "Liquid Television", sono stati riutilizzati, con l'aggiunta di video musicali per raggiungere i 10 minuti di durata.
In Italia la serie è stata trasmessa dal 7 aprile 1998 su MTV. La prima stagione è stata trasmessa in prima visione dal 14 aprile 1998 al 21 aprile 1998. L'ordine di tramissione italiano differisce da quello americano. Gli episodi "Peace, Love and Understanding" e "Frog Baseball" sono inediti in Italia.
Il doppiaggio italiano è stato eseguito da Luigi Rosa e Paolo Rossi, rispettivamente nei ruoli di Beavis e Butt-head.
| nº | Titolo originale             | Titolo italiano    | Prima TV USA  | Prima TV Italia |
| -- | ---------------------------- | ------------------ | ------------- | --------------- |
| 1  | Door-to-Door                 | La colletta        | 8 marzo 1993  | 21 aprile 1998  |
| 2  | Give Blood                   | Donatori di sangue | 8 marzo 1993  | 14 aprile 1998  |
| 3  | Peace, Love and Undestanding |                    | 9 marzo 1993  | Inedito         |
| 4  | Frog Baseball                |                    | 11 marzo 1993 | Inedito         |
| 5  | Balloon                      | Palloncini         | 25 marzo 1993 | 14 aprile 1998  |

## La colletta
- Titolo originale: Door-to-Door
- Diretto da: Mike Judge
- Scritto da: Glenn Eichler, David Felton e Mike Judge

### Trama
Il professor Van Driessen assegna alla classe l'incarico di andare porta a porta per le case per raccogliere fondi di beneficenza. Tuttavia, durante l'incarico, Beavis e Butt-head si imbattono in un terrificante donatore: la signora Cora Anthrax.

### Video musicali
Esistono 4 versioni di questo episodio, la cui principale differenza sono i video commentati da Beavis e Butt-head. In Italia è stata utilizzata la versione B.
Versione A
- Guns N' Roses – "Garden of Eden"
- Sir Mix-a-Lot – "Baby Got Back"
- Madonna – "Erotica"
- Nine Inch Nails – "Head Like a Hole"
- Life, Sex & Death – "School's for Fools"

Versione B
- Suicidal Tendencies – "Send Me Your Money"
- Sir Mix-a-Lot – "Baby Got Back"
- Madonna – "Erotica"
- Nine Inch Nails – "Head Like a Hole"
- Life, Sex & Death – "School's for Fools"

Versione C
- Suicidal Tendencies – "Send Me Your Money"
- Milli Vanilli – "Girl You Know It's True"
- Richard Marx – "Take This Heart"
- Wilson Phillips – "Release Me"
- Life, Sex & Death – "School's for Fools"

Versione D
- Suicidal Tendencies – "Send Me Your Money"
- Scorpions – "Rock You Like a Hurricane"
- Nine Inch Nails – "Head Like a Hole"
- Megadeth – "Symphony of Destruction (The Gristle Mix)"

## Donatori di sangue
- Titolo originale: Give Blood
- Diretto da: Mike Judge
- Scritto da: Glenn Eichler, David Felton e Mike Judge

### Trama
Beavis e Butt-Head donano il loro sangue nella speranza di racimolare del denaro. Tuttavia donano più di quanto pianificato precedentemente.
- Note: Negli Stati Uniti, l'episodio è stato trasmesso anche col titolo Blood Drive.

### Video musicali
Esistono 2 versioni di questo episodio, la cui principale differenza sono i video commentati da Beavis e Butt-head. In Italia è stata utilizzata la versione A.
Versione A
- Olivia Newton-John – "Physical"
- Ramones – "I Wanna Be Sedated"
- Big Daddy Kane featuring Barry White – "All of Me"
- Judas Priest – "Painkiller"
- Concrete Blonde – "Bloodletting (The Vampire Song)"

Versione B
- Sinéad O'Connor – "Nothing Compares 2 U"
- Megadeth – "Symphony of Destruction (The Gristle Mix)"
- Scatterbrain – "Don't Call Me Dude"
- Jackyl – "The Lumberjack"

## Peace, Love and Understanding
- Titolo originale: Peace, Love and Understanding
- Diretto da: Mike Judge
- Scritto da: Mike Judge

### Trama
Beavis e Butt-Head, dopo aver visto una pubblicità alla televisione, vanno a uno show di monster truck, dove incontrano Sterculius, il dio romano delle feci.

### Video musicali
Esistono 3 versioni di questo episodio, la cui principale differenza sono i video commentati da Beavis e Butt-head. In Italia l'episodio è inedito.
Versione A
- Biz Markie – "Spring Again"
- Jane's Addiction – "Been Caught Stealing"
- Mötley Crüe – "Kickstart My Heart"
- Bob Geldof – "The Great Song of Indifference"
- Technotronic featuring Ya Kid K – "Move This"
- Guns N' Roses – "Paradise City"

Versione B
- Don Johnson – "Heartbeat"
- Jane's Addiction – "Been Caught Stealing"
- Mötley Crüe – "Kickstart My Heart"
- Good Girls – "It Must Be Love"
- Guns N' Roses – "Paradise City"

Versione C
- Joey Lawrence – "Nothin' My Love Can't Fix"
- Biz Markie – "Spring Again"
- Jane's Addiction – "Been Caught Stealing"
- Mötley Crüe – "Kickstart My Heart"
- Bob Geldof – "The Great Song of Indifference"
- Wreckx-n-Effect – "Rump Shaker"
- Guns N' Roses – "Paradise City"

## Frog Baseball
- Titolo originale: Frog Baseball
- Diretto da: Mike Judge
- Scritto da: Mike Judge

### Trama
Beavis e Butt-Head giocano a baseball con una rana.

### Video musicali
Esistono 2 versioni di questo episodio, la cui principale differenza sono i video commentati da Beavis e Butt-head. In Italia l'episodio è inedito.
Versione A
- David Lee Roth – "Yankee Rose"
- Kiss – "Rock and Roll All Nite"
- Guns N' Roses – "Garden of Eden"
- Technotronic featuring Ya Kid K – "Move This"
- Gwar – "The Road Behind"
- Sir Mix-a-Lot – "Baby Got Back"
- LL Cool J – "Big Ole Butt"
- Wreckx-n-Effect – "Rump Shaker"
- Sir Mix-a-Lot – "Baby Got Back"

Versione B
- Milli Vanilli – "Girl You Know It's True"
- ZZ Top – "Legs"
- Guns N' Roses – "Garden of Eden"
- Dire Straits – "Walk of Life"
- Nine Inch Nails – "Head Like a Hole"
- Wilson Phillips – "Release Me"
- Judas Priest – "Painkiller"

## Palloncini
- Titolo originale: Balloon
- Diretto da: Mike Judge
- Scritto da: Mike Judge

### Trama
Beavis e Butt-head visitano un acquario nella speranza di collegare dei palloncini agli sfiatatoi dei delfini.

### Video musicali
Esistono 3 versioni di questo episodio, la cui principale differenza sono i video commentati da Beavis e Butt-head. In Italia è stata utilizzata la versione A.
Versione A
- Red Hot Chili Peppers – "Higher Ground"
- Slim Whitman – "I Remember You"
- RuPaul – "Supermodel (You Better Work)"
- Faith No More – "Falling to Pieces"
- AC/DC – "Dirty Deeds Done Dirt Cheap (Live)"

Versione B
- Pat Benatar – "Love Is a Battlefield"
- Slim Whitman – "I Remember You"
- RuPaul – "Supermodel (You Better Work)"
- Faith No More – "Falling to Pieces"
- AC/DC – "Dirty Deeds Done Dirt Cheap (Live)"

Versione C
- Michael Jackson – "Black or White"
- R.E.M. - "Drive"
- Slim Whitman – "I Remember You"
- Faith No More – "Falling to Pieces"
- Red Hot Chili Peppers – "Higher Ground"